# シーケンス制御
シーケンス制御（シーケンスせいぎょ、英語: Sequential Control）とは「あらかじめ定められた順序または手続きに従って制御の各段階を逐次進めていく制御」である。日本工業規格（JIS）の旧規格 C0401 に定義されている。

## 概要
機械に行わせる動作を順序正しく覚えさせておくことにより、始動ボタンを押すだけで、後は全部制御装置が仕事を行う場合などに用いられる。
シーケンス制御は、全自動洗濯機・エアコンといった私達の身の周りにある家庭用電気器具をはじめ、信号機・自動販売機・工場の産業ロボットや自動化設備・ビルのエレベーターや自動ドア・発電所や変電所に至るまで、さまざまな装置や設備に使われている。単なるスタート／ストップに限る単純なものから複雑な信号処理を必要とする大規模なものまで存在しており、あらゆる分野で活用され、自動化・省力化に大きく貢献している。
机上の学問ではなく現場の実学であるため、体系化されず軽んじられてきた。しかしPLC（プログラマブルロジックコントローラ）の出現によって処理速度が格段に上がり、リレーシーケンス技術とマイクロコンピュータ（マイコン）技術が融合した。特に工場の生産ラインではほとんどがシーケンス制御を利用していると言っても過言ではない。

## 有接点リレー方式
有接点シーケンス、リレーシーケンス（Relay Sequence）とも呼ばれ、電磁リレーをスイッチとして利用し制御する方式である。表現方法としてシーケンス図が用いられる。負荷容量が大きいことや電気的ノイズに安定なことなどから、電動機の制御に応用される。昭和30年代から昭和50年代までは、リレー回路によって構成されたシーケンス制御回路が普通であった。

## 無接点リレー方式
無接点シーケンス（Contactless Sequence）、ロジックシーケンスと呼ばれ、トランジスタやICなどの半導体を用いた論理素子をスイッチとして利用して制御する方式である。表現方法として論理回路図が用いられる。物理的動作がないため有接点に比べて動作が速く機械寿命が長い。しかし一度組んだ回路は容易に変更できないため、単純な組み込みシステム以外では、PLCの発達と共に利用されなくなった。

## プログラマブルロジックコントローラ

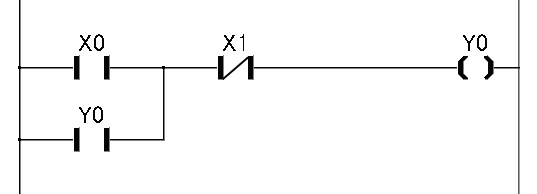
ラダー図（自己保持回路）

シーケンス制御専用のマイクロコンピュータを利用した制御装置を「プログラマブルロジックコントローラ（Programmable Logic Controller 、略称PLC）」または「シーケンサー」（三菱電機の商品名であるが他社製品に対しても通称として使われる場合がある）という。これはパソコンや専用の入力機器を利用して、制御内容をあらかじめプログラムによって表現し、これを逐次実行することによりシーケンス制御を行う装置である。制御内容の複雑化や高度化の要請が高まり、現在では最も多く用いられている。表現方法としてはラダー図が用いられ、電気配線がプログラム上で表現でき、制御内容の変更が容易である。主に空圧機器や電磁モーターなどと組み合わせて高速化、省配線化を実現している。
PLCを使った制御対象として、リモートIOや各種モータ制御、具体的には、インバータモーター、サーボモーター他のセンサーなどがある。最近はこれらの制御を行う際にフィールドバスと呼ばれるネットワーク技術が使われている。PLCには、これらの各種フィールドバスに対応するためにオプションのネットワークカードで対応する場合などもある。
最近の流れとして、産業用イーサネット化が進められていることも特筆すべき点である。

## 家電品への応用
自動洗濯機やエアコンなどの家電品には、それぞれの機器1台につき1個の専用のプログラムが内蔵され、ワンチップのマイクロコントローラによって制御されている。これにより機器の操作対象や環境の変化に応じた自動運転ができる。温度・時間・回数など設定する機能をプログラムとして組み込むことによりユーザーの意思どおりの制御ができる。一般にマイコン制御と呼ばれる。